# Web Accessibility Initiative
Het Web Accessibility Initiative (WAI) is een initiatief van het World Wide Web Consortium (W3C) met als doel het wereldwijde web toegankelijker voor iedereen te maken, met nadruk op mensen met een handicap.
Het W3C stelt webstandaarden op met als doel de interoperabiliteit van het wereldwijde web te verzekeren. Het WAI is een onderdeel van het W3C dat strategieën en richtlijnen opstelt om de toegankelijkheid van het wereldwijde web te verbeteren.

## Richtlijnen
Het WAI heeft verschillende richtlijnen opgesteld:

### Web Content Accessibility Guidelines (WCAG)
De eerste versie (WCAG 1.0) werd in mei 1999 gepubliceerd. De huidige versie (WCAG 2.0) dateert van december 2008.
De WCAG bestaan uit richtlijnen om toegankelijke websites te schrijven voor mensen met een handicap, maar ook voor alle useragents, waaronder pda's en mobiele telefoons.

#### Checklist
Om te kijken of een website toegankelijk is en voldoet aan de WCAG 1.0 kan er een checklist worden nagegaan. Alle punten hebben een prioriteit van 1, 2 of 3. Als aan deze punten voldaan wordt kan respectievelijk een level A, AA of AAA toegankelijkheid geclaimd worden.
WCAG 2.0 heeft geen checklist zoals WCAG 1.0.

### Authoring Tool Accessibility Guidelines (ATAG)
De ATAG 1.0 zijn ontwikkeld in 2000 voor auteurs van HTML-editors en van andere software waarmee websites gemaakt worden, zoals content-beheersystemen. Het zijn richtlijnen voor het ontwerpen van toegankelijke editors die toegankelijke websites creëren.

### User Agent Accessibility Guidelines (UAAG)
De UAAG zijn een set richtlijnen voor het maken van toegankelijke useragents en mediaspelers. Ze werden een W3C-aanbeveling op 17 december 2002.

### XML Accessibility Guidelines (XAG)
De XAG-richtlijnen zijn richtlijnen voor het toegankelijk maken van XML-applicaties (dat wil zeggen, opmaaktalen die de XML-syntaxis gebruiken). Deze richtlijnen worden sinds 2002 niet meer verder ontwikkeld.

### Validators
Met behulp van deze websites kunnen bepaalde delen van de WCAG 1.0 checklist geautomatiseerd worden afgewerkt.
- (en) Cynthia Says